# 鹿児島市立郡山小学校
鹿児島市立郡山小学校（かごしましりつ こおりやましょうがっこう）は、鹿児島県鹿児島市郡山町にある市立小学校。

## 概要
鹿児島市の北部にある小学校であり、旧郡山町の中央部にある。1971年には郡山小学校、常盤小学校、大谷小学校が統合されたことにより、郡山小学校校区は旧郡山町のうち花尾小、南方小校区を除いた全域となり、広範囲となったためスクールバスが運行されている。

## 沿革

### 統合以前
旧郡山小学校
- 1878年（明治11年） - 郡山小学校創立[2]。
- 1883年（明治16年） - 初等、中等、高等科を設置。
- 1885年（明治18年） - 大浦、西俣小学校を廃止し、本校に統合[2]。
- 1887年（明治20年） - 小学校令が施行されたのに伴い、郡山尋常小学校に改称[2]。
- 1891年（明治24年） - 郡山高等小学校を設置し、郡山尋常小学校に併設。
- 1901年（明治34年） - 郡山高等小学校を廃止し、郡山尋常小学校に併設、郡山尋常高等小学校と改称。
- 1905年（明治38年） - 郡山女子実業補習学校を併設。
- 1941年（昭和16年） - 国民学校令により郡山国民学校に改称[2]。
- 1947年（昭和22年） - 学制改革が行われたのに伴い、郡山村立郡山小学校と改称[2]。
- 1956年（昭和31年） - 郡山村が町制施行したのに伴い、郡山町立郡山小学校と改称。

旧常盤小学校
- 1892年（明治25年） - 大字郡山3578番地に常盤小学校として設置される[3]。
- 1929年（昭和4年） - 高等科併設
- 1941年（昭和16年） - 国民学校令が施行されたのに伴い、常盤国民学校と改称[3]。
- 1947年（昭和22年） - 学制改革が行われたのに伴い、郡山村立常盤小学校と改称[3]。
- 1956年（昭和31年） - 郡山村が町制施行したのに伴い、郡山町立常盤小学校と改称[3]。

旧大谷小学校
- 1887年（明治20年） - 嶽簡易小学校として設置される[4]。
- 1892年（明治25年） - 嶽尋常小学校と改称[4]。
- 1913年（大正2年） - 大谷尋常小学校と改称[4]。
- 1927年（昭和2年） - 大谷尋常高等小学校と改称[4]。
- 1941年（昭和16年） - 国民学校令が施行されたのに伴い、大谷国民学校と改称[4]。
- 1947年（昭和22年） - 学制改革が行われたのに伴い、下伊集院村立大谷小学校に改称[4]。
- 1956年（昭和31年） - 下伊集院村が分割編入され、大谷小学校の区域が郡山村に編入し同時に郡山村が町制施行したのに伴い、郡山町立大谷小学校と改称[4]

### 統合後
- 1971年（昭和46年） - 郡山小学校、常盤小学校、大谷小学校が統合し、郡山町立郡山小学校となる[5]。
- 2004年（平成16年） - 郡山町が鹿児島市に編入されたのに伴い、鹿児島市立郡山小学校と改称。

## 通学区域
郡山小学校の通学区域は以下の町丁の区域が指定されている。
- 郡山町の全域
- 西俣町の全域
- 有屋田町の全域
- 郡山岳町の全域
- 油須木町の一部
- 東俣町の一部